# 華津
華津（1458年—1518年），字濟之，號蹇齋，直隸常州府無錫縣人，民籍，明朝政治人物。

## 生平
成化十九年（1483年）癸卯科應天府鄉試第一百二名舉人。成化二十三年（1487年）中式丁未科會試第三百四十二名，三甲第二百零九名進士。授松滋知县，遷刑部主事，改户部，监通州倉。晋署员外郎，正德三年（1508年）六月奉命查常德府香炉洲等处庄田，升署郎中，出为湖廣辰州府知府，因母亲蔡孺人去世丁憂。起補直隶廣平府知府，十二年（1517年）正月升山西布政司右参政、分守河東道。正德十三年秋武宗北巡太原，负责調度供应，因病卒官，年六十一。

## 家族
曾祖華誴；祖父華俊，字景榮，入赘𠙶山錢氏；父華暄，字伯和；母蔡氏。具庆下。兄華溢、華澍。弟華潚、華瀚。